# استخدام الثقوب السوداء

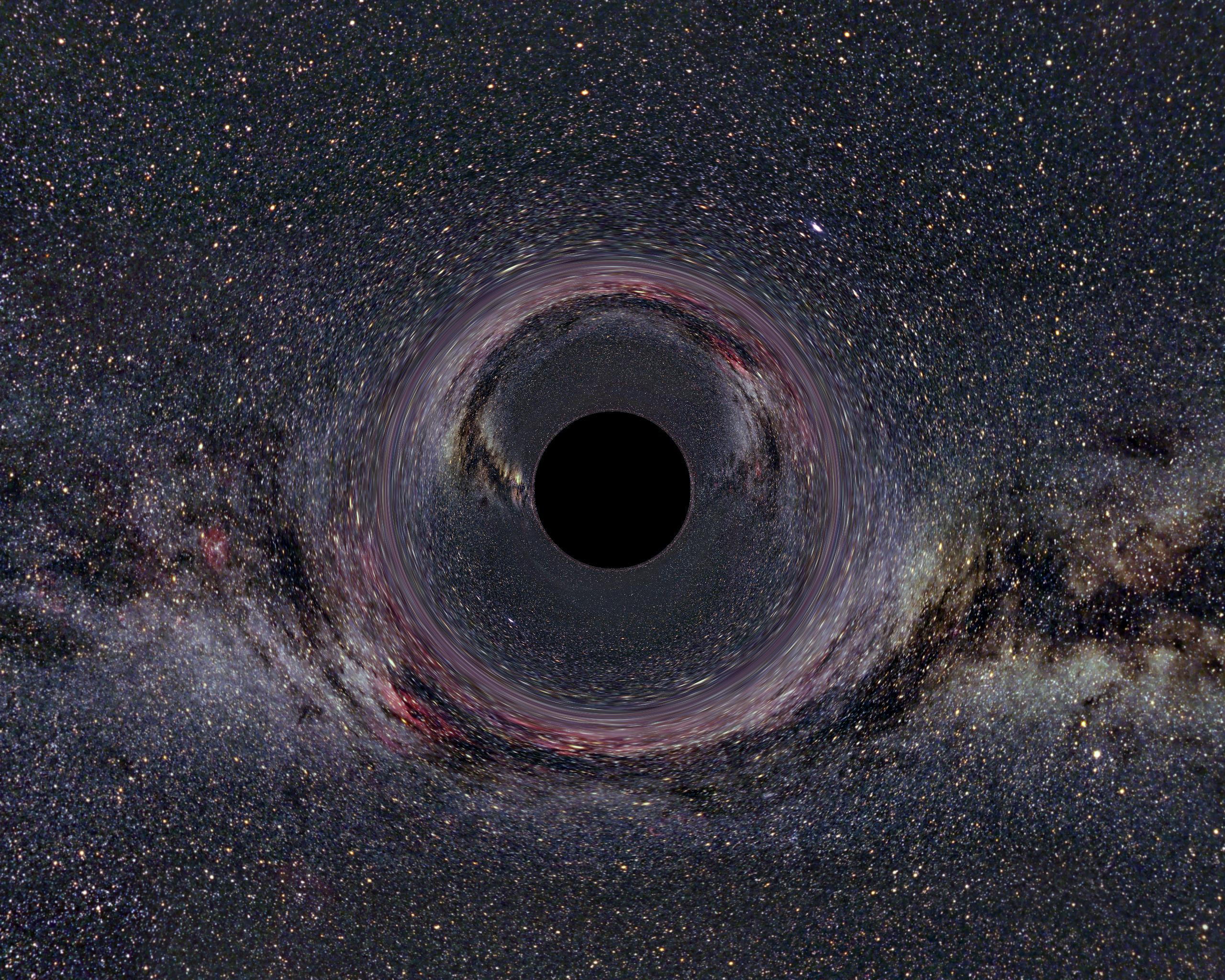

ثقب المركبة الفضائية السوداء هي فكرة نظرية لتمكين السفر بين النجوم عن طريق صنع مركبة فضائية باستخدام الثقوب السوداء مصدر الطاقة. تمت مناقشة هذا المفهوم لأول مرة في الخيال العلمي، لا سيما في كتاب «إمبيريال إيرث» بواسطة آرثر سي. كلارك، وفي عمل تشارلز شيفيلد، حيث توصف الطاقة المستخرجة من ثقب أسود كير - نيومان بأنها تعمل على تزويد محركات الصواريخ بالقوة(1978).
في تحليل أكثر تفصيلاً، ناقش لويس كرين وشون ويستمورلاند في عام 2009 مقترحًا لإنشاء ثقب أسود اصطناعي واستخدام عاكس مكافئ لتعكس إشعاع هوكينغ. وكان استنتاجهم هو أنها كانت على حافة الاحتمال، ولكن تأثيرات الجاذبية الكميّة التي لا تزال مجهولة في الوقت الحالي، إما أنها تسهل الأمر، أو تجعلها مستحيلة. تم رسم مفاهيم مشابهة أيضًا بواسطة بولونكين.

## الإيجابيات
وعلى الرغم من القدرات التكنولوجية الحالية، توفر المركبة الفضائية ذات الثقوب السوداء بعض المزايا مقارنة بالطرق الأخرى الممكنة. على سبيل المثال، في الاندماج النووي أو الانشطار، يتم تحويل نسبة صغيرة فقط من الكتلة إلى طاقة، لذلك ستكون هناك حاجة إلى كميات هائلة من المواد. وبالتالي، فإن وجود مركبة نووية سوف يستنزف الأرض بدرجة كبيرة من المواد الانشطارية والمواد المنصهرة. أحد الاحتمالات هو مضاد المادة، ولكن تصنيع المادة المضادة غير فعال بشكل كبير في الطاقة، ومن الصعب احتواء المادة المضادة. تذكر كل من كران وويستموريلاند:
| “ | من ناحية أخرى، فإن عملية توليد BHfrom هي فعالة بشكل طبيعي، لذلك فإنها تتطلب طاقة أقل بملايين المرات من كمية مماثلة من المادة المضادة أو على الأقل عشرات الآلاف من المرات تعطى بعض المولدات المضادة للمستقبلات المتفائلة. فيما يتعلق بالحبس، فإن شركة BH تحدد نفسها. سنحتاج إلى تجنب الاصطدام به أو فقدانه، لكنه لن ينفجر. لذا فإن جعل BH صعب للغاية، لكنه لن يكون خطيرًا أو يصعب التعامل معه ككمية هائلة من المادة المضادة. على الرغم من أن عملية توليد BH هائلة للغاية، إلا أنها لا تتطلب أي فيزياء جديدة. أيضا، إذا كان BH ، بمجرد إنشائه، يمتص مادة جديدة، فسوف يشعها، وبالتالي يعمل كمصدر طاقة جديد ؛ في حين أن مضاد المادة يمكن أن يعمل فقط كآلية تخزين للطاقة التي تم تجميعها في مكان آخر وتحويلها بكفاءة منخفضة للغاية. (يبدو أن أياً من الأفكار الأخرى المقترحة للرحلة بين النجوم لا يمكن أن تكون قابلة للحياة أيضاً. إن الاقتراح الخاص بنجم رمح بين النجوم يتضح أنه ينتج قوة سحب أكبر من قوة الدفع، في حين أن فكرة دفع سفينة بحزمة ليزر تتحول إلى مشكلة أن الحزمة تنتشر بسرعة كبيره . | ” |

.